# Андреас (Ендрю) Гордон
Ендрю Гордон (15 червня 1712 — 22 серпня 1751) був шотландським бенедиктинським ченцем, фізиком та винахідником. Він створив перший оригінальний електродвигун.

## Життєпис
Ендрю Гордон народився у Коффораші, Форфаршир. Він був сином старої шотландської аристократичної сім'ї та хрестився з ім'ям Джордж. У віці 12 років він вирушив до Регенсбурга, Баварії, щоб навчатися в бенедиктинському шотландському монастирі. Як католик-шотландець, він на батьківщині не мав можливості отримати доступ до вищих посад. У Регенсбурзі закінчив 5-річний загальноосвітній курс. Abbott Bernhard Baillie дозволив Гордону здійснювати освітні поїздки до Австрії, Франції та Італії, зокрема до Риму. Гордон повернувся до Регенсбурга в 1732 році. 24 лютого 1732 року він став послушником і отримав ім'я «Андреас». У монастирі він почав з вивчення схоластичної філософії у Галлуса Лейта, який у 1735 році в Ерфуртерському університеті був призначений професором філософії. Гордон активно навчався у домініканця Ізельбрехера. У тому ж році Андреас Гордон був прийнятий у священство, після чого закінчив юридичний факультет Бенедиктинського університету Зальцбурга, де вивчав право і теологію. У 1737 році він закінчив своє навчання філософії та теології «на відмінно» і з відзнакою склав юридичний іспит. Згодом він став професором філософії в університеті Ерфурта.
Гордон незабаром набув значної репутації завдяки своїм роботам з електрики, серед яких були «Феномени electricitatis exposita» (1744 р.), «Philosophia utilis et jucunda» (1745 р.) та Physicae Experimentis elementa (1751-52).
Сірчану кулю фон Геріке (1671) і скляну кулю Ісаака Ньютона Гордон замінив скляний циліндр, який перетворився на ефективну машину тертя. Заслуговують на увагу два інші винаходи у фізиці: перше — це легка металева зірка, що спирається на гострий стрижень із загостреними кінцями, зігнутими під прямим кутом до променів і зазвичай звана електричним вихором, друге — пристрій, відомий як електричні дзвіночки. Ці винаходи раніше описувалися у підручниках з електрики; Ім'я Гордона згадувалося не завжди, хоча обидва винаходи повністю описані ним у його Versuch einer Erklarung der Electricitat (Ерфурт 1745). Бенджамін Франклін, якому зазвичай приписують останній винахід, просто використав «німецькі куранти» (описані Ватсоном у його знаменитому продовженні, 1746 р.) як електричний сигналізатор у зв'язку з його експериментальним громовідведенням 1752 року. «Вир» був електродвигуном з електростатичною реакцією, найранішим у своєму роді.
Гордон помер у Ерфурті, Саксонія.

## Інтернет-ресурси
- «Andrew Gordon». Catholic Encyclopedia.